# Krisztina körút
A Krisztina körút egy út Budapesten, az Ördög-árok völgyében, túlnyomórészt az I., kisebb részt a XII. kerületben. A Széll Kálmán tértől az Erzsébet hídig tart.
Nevét Mária Terézia magyar királynő lánya, Habsburg–Lotaringiai Mária Krisztina főhercegnő után kapta. Nevének utótagja némileg megtévesztő, mert egy rövid – a Széll Kálmán tér és a Déli pályaudvar közti – szakasza kivételével nem része egyik budapesti körútrendszernek sem, vonalvezetése is inkább sugárirányú.
Budapest villamosvonal-hálózatának fontos eleme a Krisztina körút: a Széll Kálmán tér és a Déli pályaudvar között a 17-es, az 56-os, az 56A, az 59-es, az 59A, az 59B és a 61-es, onnan a Horváth-kert végéig pedig az 56-os és 56A villamos közlekedik rajta. Északi végén az 5-ös, a 39-es, a 102-es, a 128-as és a 129-es, valamint a 956-os, a 960-as és a 990-es busz útvonala érinti.

## Története
A Mikó utca és az Orvos lépcső közötti szakasz maradt eredeti szélességű. Tőle északra 1972-ben, délre pedig 1964-ben kapta meg a jelenlegi formáját.

## Nevezetességek

### Páratlan oldal
Alkotás utca
- Krisztina krt. 37/A

Déli pályaudvar. Épült 1962–1975 között Kővári György tervei alapján
- Krisztina krt. 55.

A Magyar Telekom volt székháza, korábban (1951-től) KGMTI, majd 1968-tól KOGÉPTERV székház. Még korábban a Karátsonyi család 1853-56 között romantikus stílusban épült palotája állt ugyanitt, melyet 1938-ban bontottak le
Mikó utca
- Krisztina krt. 57.

Országos Színháztörténeti Múzeum és Intézet épülete, eredeti nevén Áldásy-ház. Eredetileg földszintes, 15 ablakos klasszicista ház, amire emeletet húztak. 1931-ben átalakították, copf ablakrácsai egy Margit körúti házról valóak. Itt lakott Clark Ádám
- Krisztina krt. 61/A.

A Szociális Missziótársulat Farkas Edith szeretetotthona. Korábban az I. kerületi Tanács VB székháza.
Mészáros utca – Krisztina tér
- Krisztina tér 4.

Szent Gellért Katolikus Általános Iskola és Gimnázium gimnáziumi épülete, korábban Krisztina Téri Iskola
- Mészáros u. 1.

Krisztinavárosi Havas Boldogasszony-plébániatemplom (Krisztina téri templom)
- Krisztina tér 10.

Mákos Guba étterem, korábban Zöldfa söröző és étterem, ezt megelőzően Zöldfa kisvendéglő
- Krisztina krt. 75.

Máté Péter énekes (1947–1984) lakóháza, emléktáblája
- Krisztina krt. 83–85.

Tér-Kép Galéria (önkormányzati kiállító terem)
- Krisztina krt. 87–89.

Tabán mozi, korábban Diadal mozi
- Krisztina krt. 87–91.

Fővárosi Szabó Ervin Könyvtár Márai Sándor könyvtára
- Krisztina krt. 99.

Budapesti Kereskedelmi és Iparkamara székháza (korábban ÁÉTV/VÁTI székház)
Orvos lépcső
Tabán

### Páros oldal
- Krisztina krt. 6–8.

Postapalota, a Magyar Posta korábbi székháza
Attila út

Vérmező

Mikó utca
- Krisztina krt. 34.

Csészényi Kávézó, egykor a Rill órásdinasztia családi műhelye (fotokiállítás, emléktáblák)
Roham utca
- Krisztina tér 3.

Déryné Bisztró, korábban Déryné cukrászda és presszó
Alagút utca

Horváth-kert

Tabán
- Attila út 2.

Bethlen-udvar. Épült 1923–1924 között
Az 1950 és 1953 között kitelepítettek és kényszermunkára hurcoltak emlékműve, Széri-Varga Géza és Széri-Varga Zoltán alkotása, a Losonczi Áron által feltalált üvegbetonból.
Tabán

## A Krisztina körút az irodalomban
- A Krisztina körút az egyik, releváns helyszíne Mattyasovszky Jenő Hód zsákutcában című bűnügyi regényének.